# Maizières-la-Grande-Paroisse

Maizières-la-Grande-Paroisse este o comună în departamentul Aube din nord-estul Franței. În 1 ianuarie 2022 avea o populație de 1.521 de locuitori.